# Jazyky Papuy Nové Guineje

Mapa jazykových rodin na Papui Nové Guineji

Počet jazyků, kterými se mluví na Papui Nové Guineji, se odhaduje na 850, navzdory tomu, že zde žije pouze asi 7 milionů lidí. Papua Nová Guinea je proto jazykově nejrozmanitější oblastí na světě. Mnoha jazyky se mluví také v indonéské části Nové Guineje. Jako lingua franca se používá tok pisin (pidžin angličtina). Papua Nová Guinea má 4 úřední jazyky, jsou jimi tok pisin, angličtina, hiri motu, a znaková řeč Papuy Nové Guineje (PNGSL).

## Přehled jazyků používaných na Papui Nové Guineji

### Angličtina
Ačkoli je angličtina úředním jazykem, používá ji pouze asi 1-2 % populace.

### Tok Pisin
Tok pisin je kreolský jazyk na bázi angličtiny, používá se po celé Papui Nové Guineji, většina lidí z mladší generace tok pisin ovládá.

### Hiri Motu
Hiri motu je pidžin, který vychází z jazyka motu. Řadí se mezi austronéské jazyky.

### Unserdeutsch
Unserdeutsch (rabaulština) je jazyk, kterým mluví několik málo lidí na severu země. Vychází z němčiny, jedná se o pozůstatek kolonie, co se v této oblasti oblasti nacházela.

### Papuánské jazyky
Zvláště ve střední části Papuy Nové Guineje se mluví mnoha různými jazyky, které se od sebe velmi liší. Ty se dělí do mnoha malých jazykových rodin nebo jsou izolované. Všechny tyto jazyky se souhrnně nazývají papuánské jazyky (jedná se o jazykový svaz).

### Austronéské jazyky
Austronéské jazyky je jazyková rodina, kterou se mluví hlavně v Indonésii, na Madagaskaru, v Polynésii a na mnoha dalších místech Asie a Oceánie. Austronésané přišli na Papuu Novou Guineu asi před 3500 lety. Hovoří se jimi především v severní části Nové Guiney.

## Gramotnost
64,2 % populace nad 15 let je gramotných.